# Asclepias rara
Asclepias rara är en oleanderväxtart som beskrevs av Nicholas Edward Brown. Asclepias rara ingår i släktet sidenörter, och familjen oleanderväxter. Inga underarter finns listade i Catalogue of Life.